# Valentina Carro
Valentina Carro Padín (Castrelo, Cambados, provincia de Pontevedra, 1984) es una actriz, poeta, diseñadora y escritora gallega.

## Trayectoria
En  2001, fue ganadora del 2º Premio de Narrativa juvenil del Ateneo Valle-Inclán.
En  2007, fue ganadora del Premio de poesía Xosemaría Pérez Parallé (enlace roto disponible en Internet Archive; véase el historial, la primera versión y la última). por Debaixo de Dziga Vertov hai unha buxaina.
En  2008, realizó la presentación de una performance poética “A perfomance da vulvareta”.

## Algunas obras

### Libros
- valentina Carro Padín. 2008. Debaixo de Dziga Vertov hai unha buxaina. Volumen 193 de Espiral Maior poesía. Editor Espiral Maior, 45 pp. ISBN	8496475778

### Videos
- Os 4 Elementos (1 parte) - A Água. Realización de Celestino Monteiro, actriz: Valentina Carro Padin

- Os 4 Elementos (2 parte) - O Ár